# Ansião (freguesia)
Ansião is een plaats (freguesia) in de Portugese gemeente Ansião en telt 2 549 inwoners (2001).